# Przegrody (powiat kielecki)
Przegrody – wieś w Polsce położona w województwie świętokrzyskim, w powiecie kieleckim, w gminie Łopuszno.
W latach 1975–1998 miejscowość administracyjnie należała do województwa kieleckiego.
Wierni Kościoła rzymskokatolickiego należą do parafii NMP Matki Kościoła w Sarbicach.
Według Narodowego Spisu Powszechnego z roku 2011 wieś liczyła 110 mieszkańców.